# Jennifer Bartlett
Pour les articles homonymes, voir Bartlett.
Jennifer Bartlett, née le 14 mars 1941 à Long Beach en Californie et morte le 25 juillet 2022 à Amagansett (État de New York), est une peintre, graveuse et sculptrice américaine. Son travail combine style abstrait et figuratif.

## Biographie

### Enfance et formation
Jennifer Bartlett est née le 14 mars 1941 à Long Beach en Californie. Elle grandit dans la banlieue de Long Beach et a fréquenté Mills College à Oakland, en Californie. Durant ses études, elle se lie d'amitié avec la sculptrice Elizabeth Murray. Bartlett a obtenu son BA en 1963. Elle s'est ensuite rendue à New Haven pour étudier à Yale School of Art and Architecture à un moment où le minimalisme est le style dominant.
Jennifer Bartlett est l'élève entre autres des artistes James Rosenquist, Jim Dine, Claes Oldenburg, Robert Rauschenberg, Alex Katz et Al Tenue. Elle obtient son baccalauréat en beaux-arts en 1964 et son MFA en 1965. Bartlett décrit son expérience d'étudiante à Yale comme fondatrice de son parcours : « Je suis entrée dans ma vie ». Ses camarades de Yale School of Art and Architecture sont peintres, photographes et sculpteurs : Brice Marden, Richard Serra, Chuck Close, Nancy Tombes, Gary Hudson et Robert Mangold.

### Carrière

Swimmers Atlanta, peinture de 1979 au Russell Federal Building, à Atlanta.

Jennifer Bartlett est surtout connue pour ses peintures et ses gravures d'objets, en particulier les maisons d'exécution, dans un style qui combine des éléments à la fois figuratif et abstrait. En 1981, elle crée deux cents pièces de murs de l'Édifice fédéral d'Atlanta, en Géorgie. Bartlett termine des missions avec Volvo, Saatchi & Saatchi, l'Institut des sciences de l'information, et Battery Park.[réf. nécessaire]
En 1972, elle est incluse dans Some Living American Women Artists, un collage féministe de Mary Beth Edelson.
Jennifer Bartlett a été élue à l'Académie américaine de design en 1990, et en est devenue membre à part entière en 1994. Début 2011, "Récitatif" (2009-2010), composé de 372 plaques dans l'ensemble, est monté sur trois des murs de la Galerie Pace de l'espace à l'Ouest de la 22e.
Jennifer Bartlett meurt le 25 juillet 2022 à Amagansett (État de New York).